# Jamjodhpur
Jamjodhpur (en guyaratí: જામજોધપુર ) es una ciudad de la India en el distrito de Jamnagar, estado de Guyarat.

## Geografía
Se encuentra a una altitud de 100 m s. n. m. a 400 km de la capital estatal, Gandhinagar, en la zona horaria UTC +5:30.

## Demografía
Según estimación 2011 contaba con una población de 23984 habitantes.